# Maisoncelles (Sarthe)
Maisoncelles – miejscowość i gmina we Francji, w regionie Kraj Loary, w departamencie Sarthe.
Według danych na rok 1990 gminę zamieszkiwało 177 osób, a gęstość zaludnienia wynosiła 16 osób/km² (wśród 1504 gmin Kraju Loary, Maisoncelles plasuje się na 1072. miejscu pod względem liczby ludności, natomiast pod względem powierzchni na miejscu 966.).